# Normalien
Un normalien est un élève ou un étudiant d'une école normale supérieure.

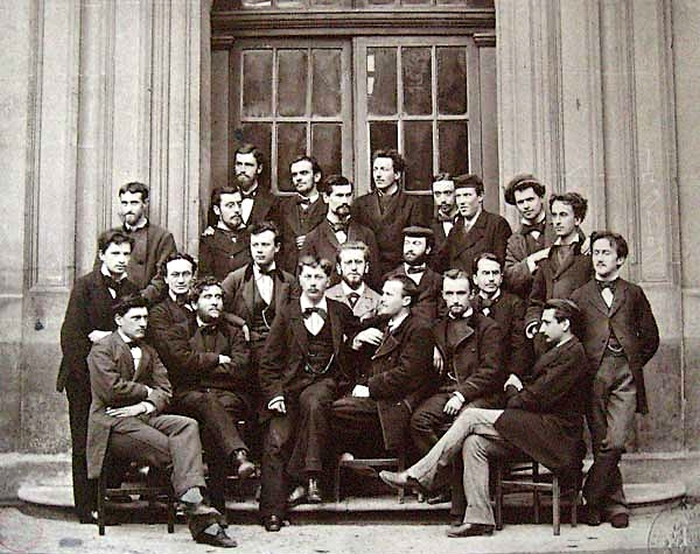
Promotion 1878, comprenant notamment Henri Bergson, Jean Jaurès et Paul Desjardins.

Les quatre écoles normales supérieures françaises en fonctionnement au XXIe siècle sont celles de Paris, de Lyon, de Paris-Saclay et de Rennes.

## Statut

### Recrutement sur concours
Les élèves des Écoles normales supérieures sont recrutés sur concours, le plus souvent à l'issue d'une classe préparatoire. Ils ont le statut de fonctionnaires-stagiaires. Ils sont rémunérés le temps de leurs études en l'échange de l'engagement décennal les obligeant à travailler 10 ans dans la fonction publique.

### Engagement décennal
Les élèves des Écoles normales supérieures, nommés chaque année par arrêté du ministre chargé de l'Enseignement supérieur, bénéficient de la qualité de fonctionnaires-stagiaires, et sont soumis à un régime d'études particulier fixé par les établissements. Ils devront travailler au service de l'État au moins dix ans à compter de leur intégration, la loi leur demandant un remboursement dans le cas contraire.
La clause dite d'« engagement décennal », issue du statut de l'Université de Napoléon Ier (1806), a été fixée sous sa forme actuelle par le décret du 28 novembre 1962, qui prévoit que cet engagement concerne le service public dans son ensemble, et non les seules fonctions d'enseignement comme auparavant. Ce décret établit également les mesures consécutives à la rupture de cet engagement.

### Concours d'entrée pour devenir fonctionnaire stagiaire
Le concours d'entrée à l'École normale fut créé en 1815 par le philosophe libéral Royer-Collard. Par la suite, le concours de la section des lettres fut réformé à plusieurs reprises : création des épreuves orales (1843), suppression de l'épreuve obligatoire de grec ancien (Lavisse, 1904), suppression de l'épreuve obligatoire de thème latin (Flacelière, 1968), création de la série « sciences sociales » (Poitou, 1982), création d'une épreuve obligatoire de langues (Guyon, 1991), harmonisation de nombreuses épreuves de l'écrit avec l'ENS de Lyon (Canto-Sperber, 2009-2010).
Le concours d'entrée à la section des sciences a connu plus d'évolutions au fil du temps, notamment à la suite de la constitution précoce de banques d'épreuves. Le concours scientifique a été individualisé dès 1830 par Cousin.

### Normaliens étudiants
Les normaliens étudiants sont recrutés sur dossier et non sur concours. Ils sont normaliens au même titre que les élèves, étant inscrits au Diplôme de l'ENS tout comme eux. Toutefois, ils ne sont pas fonctionnaires-stagiaires, de sorte qu'ils ne sont ni rémunérés, ni soumis à l'engagement décennal,.
Par leur statut et leur inscription au Diplôme de l'ENS, les normaliens étudiants se distinguent également des auditeurs libres. Ces derniers, qui ont aussi été reçus sur dossier, pour préparer des concours (agrégation) à l'ENS, mais sans pouvoir prétendre au titre des normaliens, ni au Diplôme de l'ENS réservé à ceux-ci, ni aux droits et devoirs des élèves fonctionnaires-stagiaires.
Les candidats à l'admission sur dossier sont la plupart du temps des étudiants de classes préparatoires qui ont échoué au concours d'entrée principal, mais dont le niveau est estimé suffisant par la commission d'admission des ENS, souvent parce qu'ils ont été sous-admissibles, admissibles ou sur liste d'attente.[réf. nécessaire]
Des étudiants issus de l'université peuvent également être admis sur dossier, s'ils justifient d'un excellent niveau et d'une véritable motivation.[réf. nécessaire]
À l'ENS de Paris, l'admission se fait en deux étapes, dans le cadre d'un concours dédié, nommé Concours normalien étudiant] : une sélection sur dossier pour l'admissibilité, deux épreuves orale et écrite pour l'admission. Ce type de concours n'existe pas pour l'ENS de Lyon ni pour ENS Paris-Saclay (Sauf pour le concours d'entrée en CPGE D2 et en CPGE BL), où le recrutement des normaliens étudiants se fait uniquement sur dossier.

## Uniforme

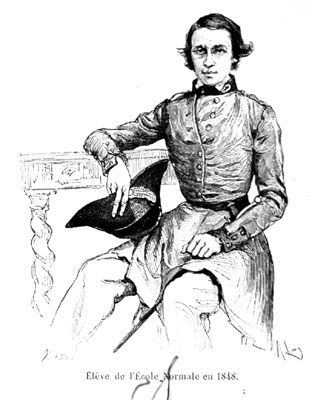

Le premier uniforme des normaliens était d'inspiration militaire, il était relativement proche de celui de l'École polytechnique. Il se composait d'un habit bleu à collet retombant avec deux palmes sur chaque coin, d'un pantalon et d'un gilet bleus. Les palmes, seul ornement, constituaient le symbole de l'Université napoléonienne.
Le ministre Lazare Hippolyte Carnot a confié à l'académicien Jean-Antoine Letronne la présidence d'une commission devant le moderniser,. Le projet a été abandonné.
Les élèves ont été dispensés du port de l'uniforme le 22 octobre 1849. Il n'a toutefois pas été aboli et a été modifié le 9 novembre 1850.

## Critiques
Longtemps critiqués comme constituant une « caste »,, les normaliens ont un esprit de corps souligné par le jargon normalien,.

## Autres surnoms
- Ulmard,  Ulmien ou Ulmite pour un élève ou un ancien élève de l'ENS de la rue d'Ulm ;
- Cloutard, Cloutier ou Cloud pour un ancien élève de l'ENS de Saint-Cloud, disparue en 1985 ;
- Sévrienne pour une ancienne élève de l'École normale supérieure de jeunes filles (Sèvres), fusionnée en 1985 avec l'ENS Ulm ;
- Fontenaysienne pour une ancienne élève de l'ENS de Fontenay-aux-Roses, disparue en 1985 ;
- Lyonnais pour un élève ou un ancien élève de l'ENS sciences (1987-2010), de l'ENS Lettres et Sciences humaines (1999-2010) ou de l'ENS Lyon, réunion des deux précédentes (depuis 2010) ;
- Cachanais, Kchanais ou Saclaysien pour un élève ou un ancien élève de l'ENS Paris-Saclay ;
- Kerlannais ou Rennais pour un élève ou un ancien élève de l'ENS de Rennes ;
- Normaloïde, Ulmoïde, Lyonnoïde, Cachanoïde, Kerlanoïde ou Goimard pour un étudiant non-normalien suivant des cours à l'ENS, tout en étant inscrit dans une autre université ;
- Archicube, pour un ancien élève de l'ENS Ulm.

#### Archives
- « Le traitement des normaliens et des instituteurs remplaçants », Le Monde.fr,‎ 29 août 1957 (lire en ligne, consulté le 27 décembre 2023).

#### Ouvrages
- Barbé Alain et Luc Jean-Noël, Des Normaliens. Histoire de l’École normale supérieure de Saint-Cloud, Paris, Presses de Sciences-Po, 1982.
- Stéphane Israël, Les Études et la guerre: Les Normaliens dans la tourmente (1939-1945), Éditions Rue d'ULM via OpenEdition, 8 février 2013 (ISBN 978-2-8218-2978-7, lire en ligne).
- Jean-François Sirinelli, Génération intellectuelle: Khâgneux et Normaliens dans l'entre-deux-guerres, Fayard, 1er avril 2014 (ISBN 978-2-213-65368-6, lire en ligne).

#### Thèses
- Pierre Bataille, Des cheminements sur la voie royale  : une analyse sociologique des parcours de vie des normalien.ne.s de Saint-Cloud, Fontenay-aux-Roses et Lyon (1981-1987), Université de Lausanne, 2014.

#### Articles et chapitres d'ouvrage
- A3eps, « Des normaliens qui deviennent enseignants ou chercheurs… C’est grave docteur ? », Movement & Sport Sciences, no 80,‎ 2013, p. 61-64.
- Pierre Bataille, « Des carrières ratées ? : Sociogenèses et appropriations d’une bifurcation : le cas des anciens élèves des ENS enseignant dans le secondaire », Biens Symboliques / Symbolic Goods, no 1,‎ 2017, (DOI https://doi.org/10.4000/bssg.112).
- Pierre Bataille, « Se dire normalien.ne », SociologieS,‎ 15 novembre 2018 (ISSN 1992-2655, DOI 10.4000/sociologies.8762, lire en ligne, consulté le 27 décembre 2023).
- Victor Karady, « Normaliens et autres enseignants à la Belle Époque: Note sur l'origine sociale et la réussite dans une profession intellectuelle », Revue française de sociologie, vol. 13, no 1,‎ 1972, p. 35-58 (ISSN 0035-2969, DOI 10.2307/3320455, lire en ligne, consulté le 27 décembre 2023).
- Jean-François Sirinelli, « Les Normaliens de la rue d'Ulm après 1945: une génération communiste? », Revue d'histoire moderne et contemporaine (1954-), vol. 33, no 4,‎ 1986, p. 569-588 (ISSN 0048-8003, lire en ligne, consulté le 27 décembre 2023).